# Conistra camastra
Conistra camastra är en fjärilsart som beskrevs av De Laever 1979. Conistra camastra ingår i släktet Conistra och familjen nattflyn. Inga underarter finns listade i Catalogue of Life.